# Saldaña (Spanje)
Saldaña is een gemeente en een plaats in de Spaanse provincie Palencia in de regio Castilië en León. De plaats is het bestuurlijke centrum van de comarca Vega-Valdavia. De gemeente heeft een oppervlakte van 131,95 km² en telt 3.104 inwoners (1 januari 2016).
De plaats is gelegen aan de rivier de Carrión, tussen de voet van het Cantabrisch Gebergte en de doorgaande weg van León naar Burgos (A-321).
De geschiedenis van Saldaña werd voor een belangrijk deel bepaald door de graven van Saldaña, waarvan de ruïnes van het kasteel uit de tiende eeuw nog een overblijfsel zijn.